# 神戸市立名倉小学校
神戸市立名倉小学校（こうべしりつ なぐらしょうがっこう）は、兵庫県神戸市長田区にある公立小学校。

## 概要
学校が位置する神戸市長田区房王寺町周辺は、六甲山西部の丘陵地にあたり、坂の多い市街地で神戸電鉄有馬線長田駅が近く、標高は約50メートルある。
この地域には、奈良時代から平安時代に房王寺という寺が存在していた。南の新湊川の災害復旧工事による調査で瓦や土器が出土しており、室内小学校を中心とする一帯「室内遺跡」（むろうち）は、以前は「[房王寺遺跡」（ぼうおうじ）と呼ばれていた。

## 沿革
- 1933年（昭和8年）4月1日 - 長田尋常小学校（現・神戸市立長田小学校）から分離し名倉尋常小学校創立
- 1941年（昭和16年） - 名倉国民学校と改称
- 1947年（昭和22年） - 神戸市立名倉小学校と改称
- 1973年（昭和48年）4月 - 神戸市立夢野小学校へ校区分離

## 教育目標
いのちを輝かせ、たくましく生きる子

## 学校行事
| - 4月 始業式、入学式、家庭訪問 - 5月 自然学校 - 6月 | - 7月 終業式 - 8月 - 9月 始業式、運動会 | - 10月 修学旅行 - 11月 - 12月 終業式 | - 1月 始業式 - 2月 - 3月 3年生を送る会、卒業式、終業式 |

## 校区
- 神戸市長田区[2]
  - 片山町5丁目、大丸町2 - 3丁目、長田天神町1 - 2丁目・4 - 6丁目、名倉町1 - 5丁目、堀切町（19番1～4号・20番）、房王寺町3 - 5丁目、明泉寺町1 - 2丁目・3丁目（7番5～17号・8～9番を除く地域）

## 校区内の主な施設
- 神戸市立丸山中学校（進学先中学校）
- 名倉幼稚園
- 名倉みふね幼稚園

## 交通
- 神戸電鉄長田駅から徒歩6分ほど
- 神戸市バス 3・11・40・110・112系統「名倉小学校前」下車すぐ

## 通学区域が隣接している学校
- 神戸市立室内小学校
- 神戸市立宮川小学校
- 神戸市立長田小学校
- 神戸市立丸山ひばり小学校
- 神戸市立夢野の丘小学校